# Liquidambar orientalis
El liquidámbar común (Liquidambar orientalis) es una especie  de plantas de la familia Altingiaceae.

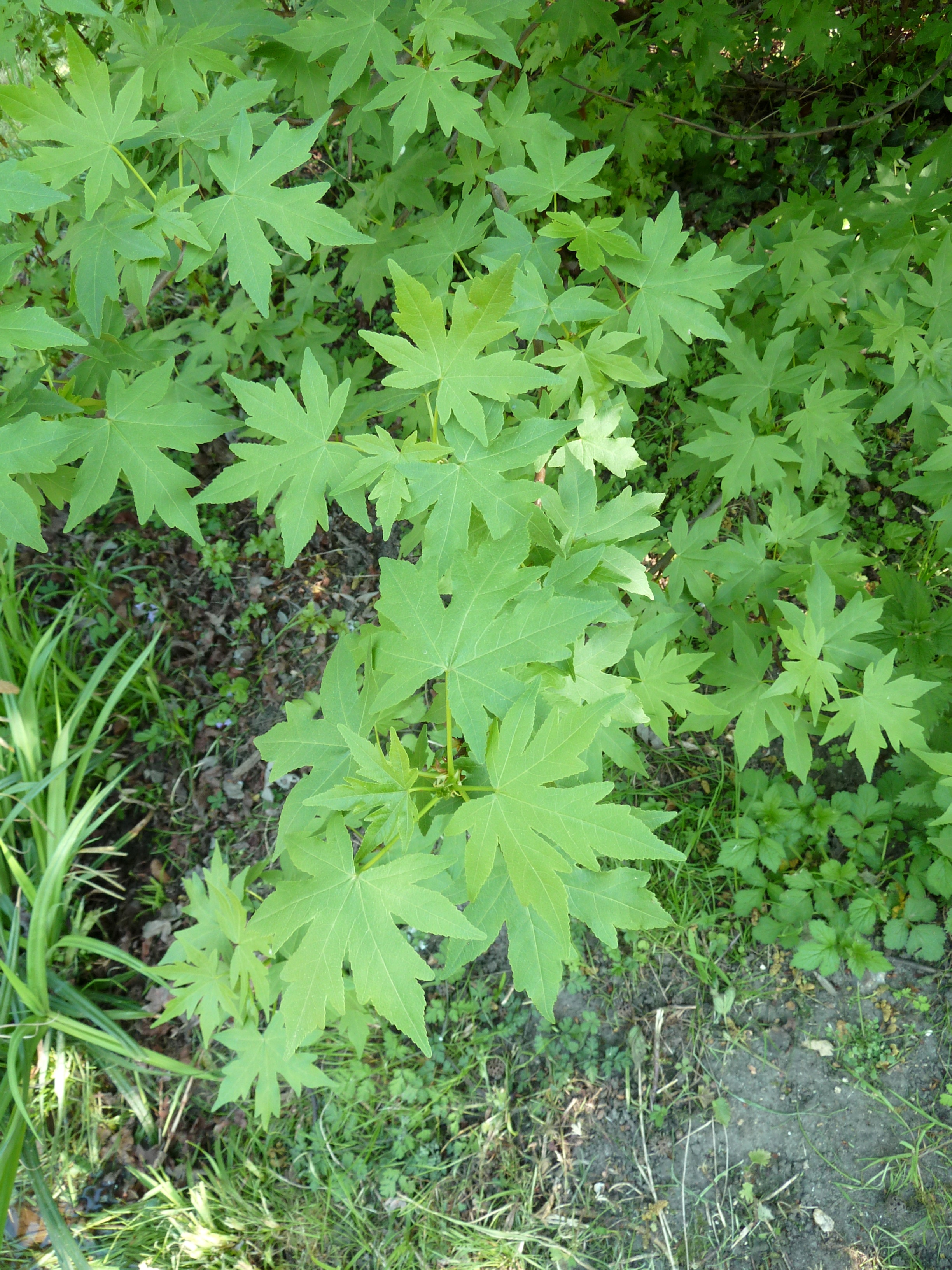
Hojas

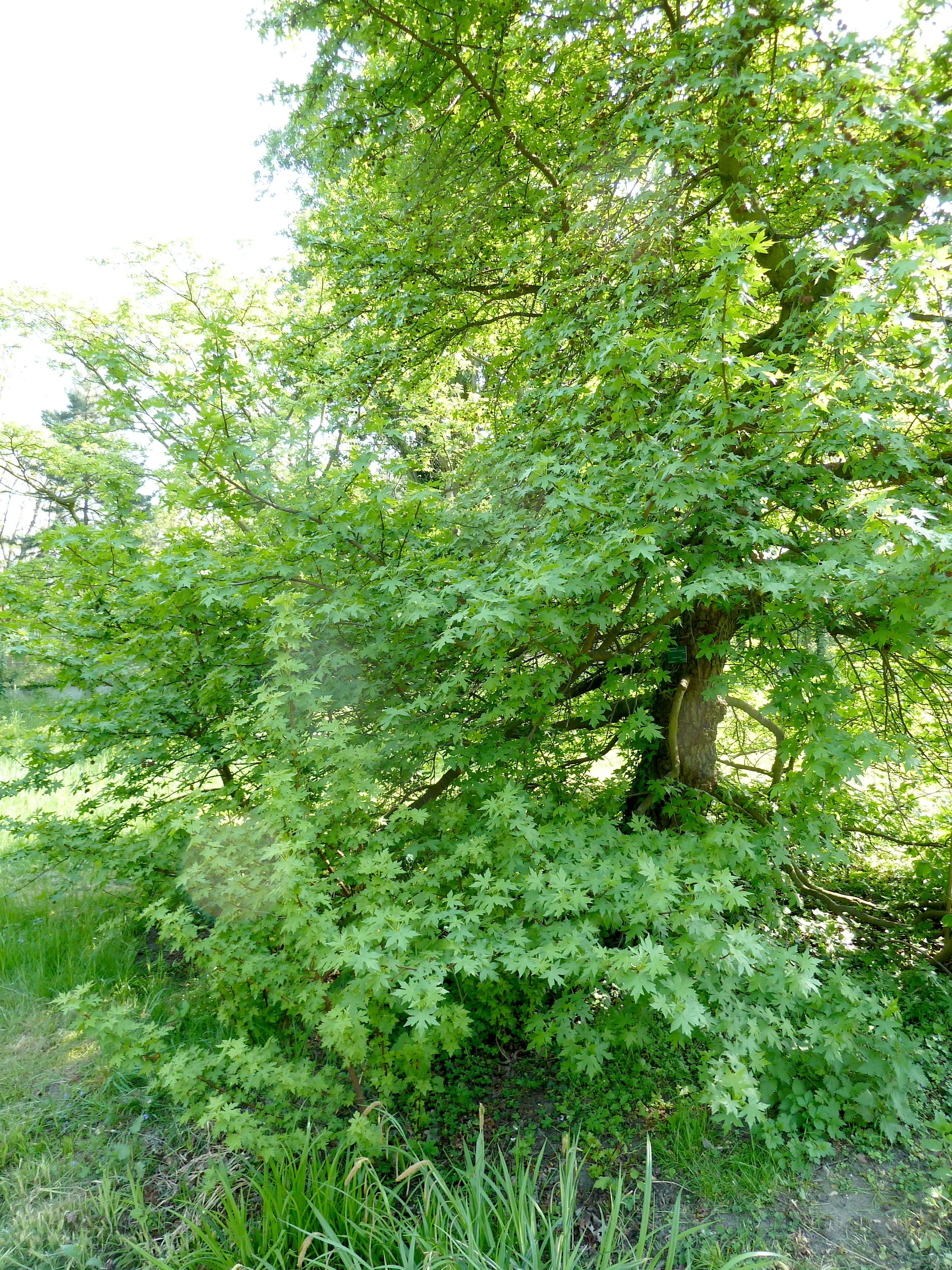
Vista de la planta

## Hábitat
Es un árbol caduco del género Liquidambar, nativas de la región del Mediterráneo oriental, que se encuentra principalmente en las llanuras de inundación del suroeste de Turquía y en las isla griega de Rodas.
Se encuentra en los bosques reliquiales Terciarios de la  zona especialmente protegida entre Dalyan y Köyceğiz en la provincia de Muğla, donde una zona de 286 hectáreas retiradas de la producción es como una reserva natural y arboreto para la preservación de la especie. Un gran colonia también rodea Marmaris. Estas dos áreas son las más conocidas aunque una gran población que abarca casi 100 hectáreas también se encuentra en una región interior en la provincia de Aydın entre los distritos de Cine, Köşk y Umurlu.  Sin embargo, otra área forestal de (88,5 hectáreas) bajo protección se encuentra en Burdur en el distrito de Bucak junto al embalse de Karacaören  en el camino hacia Antalya. Los árboles también se encuentran localmente en Denizli 's en los distritos Beyağaç y Tavas. El área total de bosques puros de Liquidambar  en Turquía abarca 1348 hectáreas, todas en el suroeste de las regiones del país. La actual extensión tiene una marcada disminución desde el decenio de 1940 que tenía el nivel de 6000-7000 hectáreas, aunque las medidas de protección y de infraestructura en el lugar desde el decenio de 1980 ayudó a detener la pérdida de las colonias y dio lugar a leves mejoras.

## Descripción
Es una gran árbol de hasta 20 m de altura que se encuentra muy ramificado y con una gruesa corteza de color gris púrpura, que presenta canales secretores en la parte superficial de la médula. Las hojas son de color verde brillante, palmadas, con tres o cinco lóbulos con los márgenes serrados, brillantes por el haz y pálidas por el envés. Las flores son de color blanco y se agrupan en amentos masculinos y femeninos. Los primeros son cónicos y los segundos globulosos. El fruto consiste en dos cápsulas oblongas con una celda interna con numerosas semillas.

## Usos
El nombre en turco para la especie en particular es Günlük ağacı, mientras que los árboles del género en su conjunto se denominan ağacı Sigala. 
La extracción de su savia y la producción de una base de aceite de ellos (Sigala yağı), así como las exportaciones de estos productos, desempeñan un papel importante en la economía local. 
La recolección de la savia y la preparación  de aceite es muy duradera y da tareas de mayo a noviembre. 
Hay tres tipos de estoraque preparado:
- Estoraque puro. Es la corteza y la resina del benjuí.
- Estoraque ceremonial. La resina del benjuí con trozos de corteza, mezclado con sangre de diversos tipos de insectos como la cochinilla, escarabajo rey, abeja u hormiga. Al disolverse en agua y aceite, se puede utilizar para teñir tejidos o para pintar sobre piedra. Los aztecas lo utilizaban para pintar el cuerpo de los guerreros antes de las batallas. También, con estoraque ceremonial se teñían las ropas de las mujeres aztecas que habían sido prometidas en matrimonio a un miembro de la clase de los Pipiltin.
- Estoraque real. Es la resina del benjuí mezclada con varias especies de flores trituradas. Se utiliza para la industria cosmética o para teñir tejidos, también es usado como incienso.

Existe el peligro para la actual generación de maestros encargados de la formulación del aceite de que no se sustituirán en un futuro próximo.

## Medicina popular
El aceite llamado estoraque se utiliza externamente para tratar abrasiones, ansiedad, bronquitis, catarros, tos, cortes, tiña, la sarna, relacionados con el estrés y las heridas.
El aceite esencial contiene estireno, vanillina, alcohol fenilpropílico, bencílico, etílico y cinámico.

## Taxonomía
Liquidambar orientalis fue descrita por  Philip Miller, y publicado en The Gardeners Dictionary: . . . eighth edition no. 2. 1768.<
Etimología
Liquidambar: nombre genérico que deriva de la palabra latina liquidus y la palabra árabe para ambar, aludiendo al líquido de color ámbar que produce.
orientalis: epíteto latino que significa "oriental".